# Sibirisk hästspringråtta
Sibirisk hästspringråtta (Allactaga sibirica) är en däggdjursart som först beskrevs av Forster 1778.  Sibirisk hästspringråtta ingår i släktet hästspringråttor, och familjen hoppmöss. IUCN kategoriserar arten globalt som livskraftig. Inga underarter finns listade.
Arten tillhör undersläktet Orientallactaga som ibland godkänns som släkte.

## Beskrivning
Arten når en kroppslängd (huvud och bål) av 130 till 170 mm, en svanslängd av 180 till 230 mm och en vikt av 82 till 140 g. Den har 67 till 76 mm långa bakfötter och 41 till 57 mm stora öron. Pälsens färg på ovansidan kan variera mellan blek brun med några ljusare streck, sandfärgad eller andra nyanser av ljusbrun. På låren förekommer en påfallande vit fläck och dessutom är undersidan vit. I ansiktet är området kring munnen och näsan mörkare. Svansens främre del är täckt av lite rödaktig päls och vit slutet finns en vit tofs med en svart längsgående strimma på ovansidan. Vid bakfötterna förekommer fem tår.
Denna gnagare förekommer i södra Sibirien och angränsande delar av centrala Asien. Utbredningsområdet sträcker sig över Kazakstan, västra Uzbekistan, nordvästra Turkmenistan, Mongoliet och norra Kina. Direkt norr om Mongoliet finns arten även i Ryssland. Habitatet utgörs av stäpper och halvöknar.
Individerna gräver enkla bon som bara används korta tider och komplexare bon som används flera månader. De senare kan ligga 65 cm under markytan och tunnlarna är upp till 5 m långa. Sibirisk hästspringråtta håller allmänt mellan september och april vinterdvala men tiden beror på utbredningsområdet. Födan utgörs av växtknopp, blad och frön samt av insekter och andra småkryp. Honor kan para sig två gånger per år och per kull föds upp till 9 ungar, oftast 2 till 5.